# یواس‌اس زاهما (آی‌ایکس-۶۳)
یواس‌اس زاهما (آی‌ایکس-۶۳) (به انگلیسی: USS Zahma (IX-63)) یک کشتی بود که طول آن ۹۳ فوت (۲۸ متر) بود. این کشتی در سال ۱۹۱۵ ساخته شد.